# Chiesa di San Bernardo (Savona)
La chiesa di San Bernardo sorge in località San Bernardo in Valle del comune di Savona, lungo la strada che dal centro della città conduce al santuario di Nostra Signora della Misericordia.

## Caratteristiche
La chiesa si affaccia su una piccola piazza e ha sulla sua destra lo svettante campanile il cui stile, come quello di tutto l'edificio, è tipicamente barocco pur mantenendo sempre una certa snellezza. L'interno è dipinto e conserva diverse opere artistiche di epoche comprese tra il XVII e il XIX secolo tra le quali spicca il pregevole organo a canne costruito dai genovesi Filippo e Felice Piccaluga nel 1766, restaurato dal M° Graziano Interbartolo nel 2003.

## Galleria d'immagini

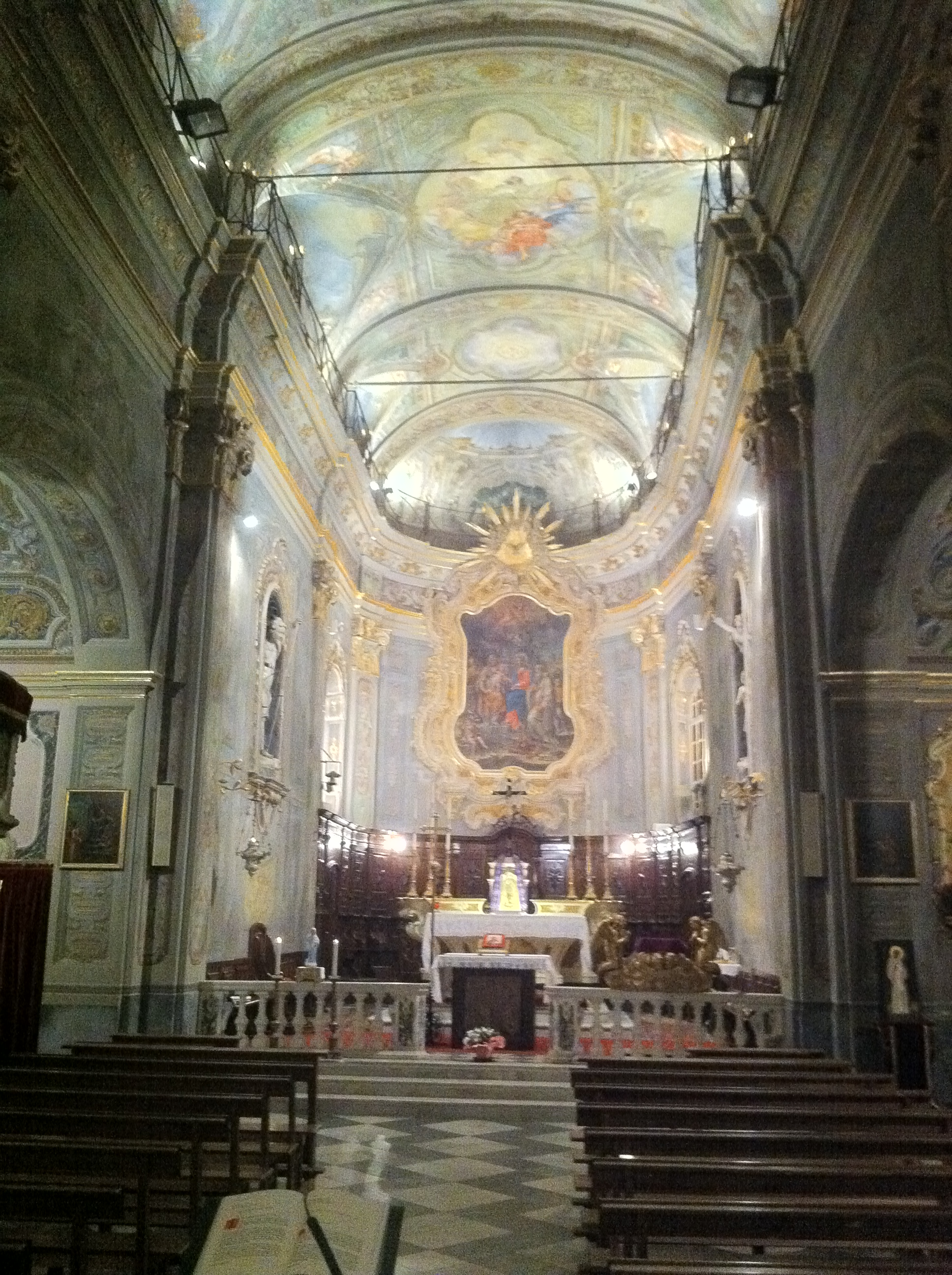
Presbiterio
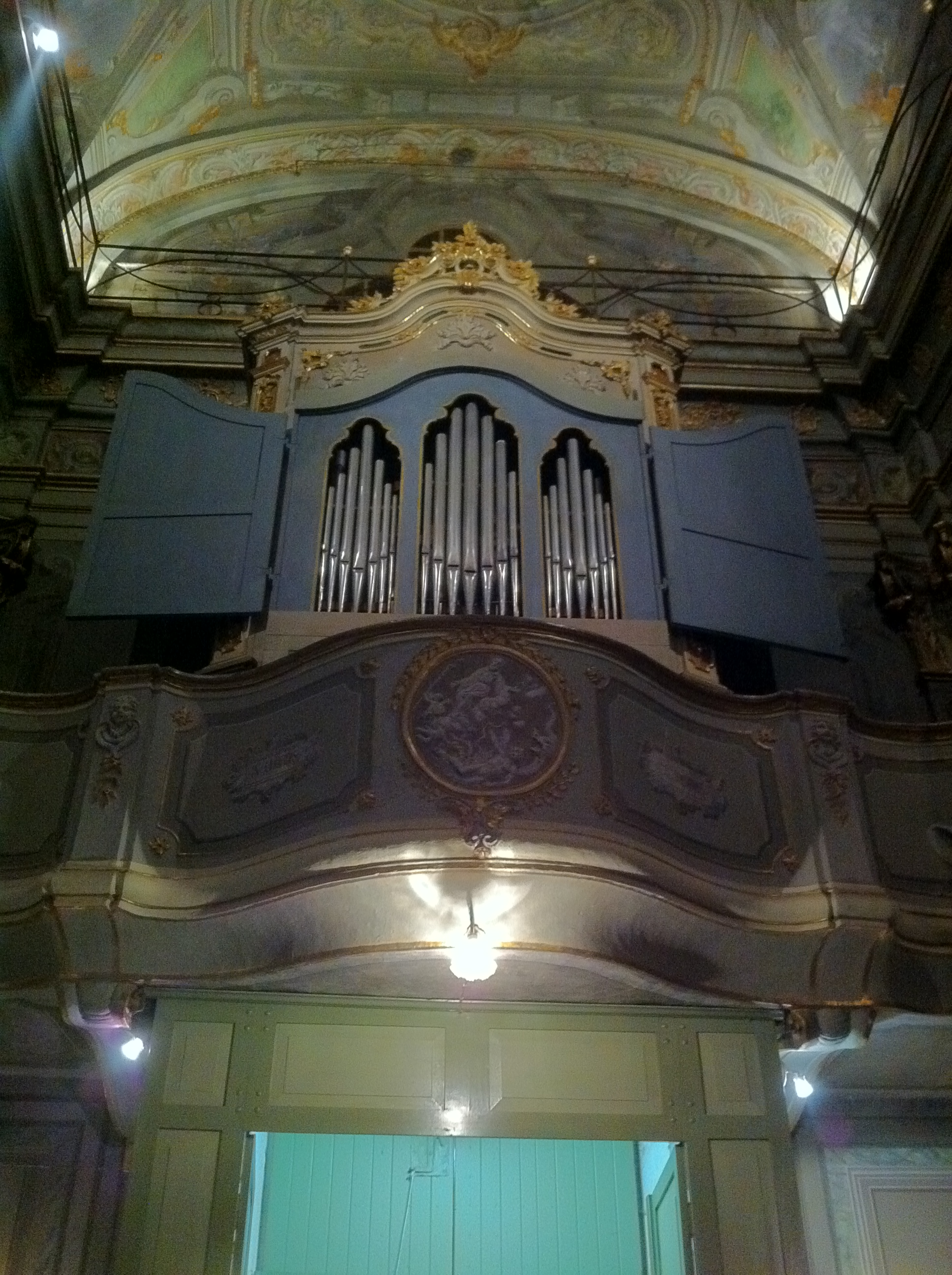
Controfacciata e organo